# Fabricio Coloccini
Fabricio Tomás Coloccini (Córdoba, 22 de janeiro de 1982) é um ex-futebolista argentino que atuava como zagueiro.

## Carreira
Coloccini começou a carreira nas categorias de base do Argentinos Juniors. Em 1998 transferiu-se para o Boca Juniors, estreando na Primeira División Argentina. Nesse mesmo ano foi campeão do Torneio Apertura.

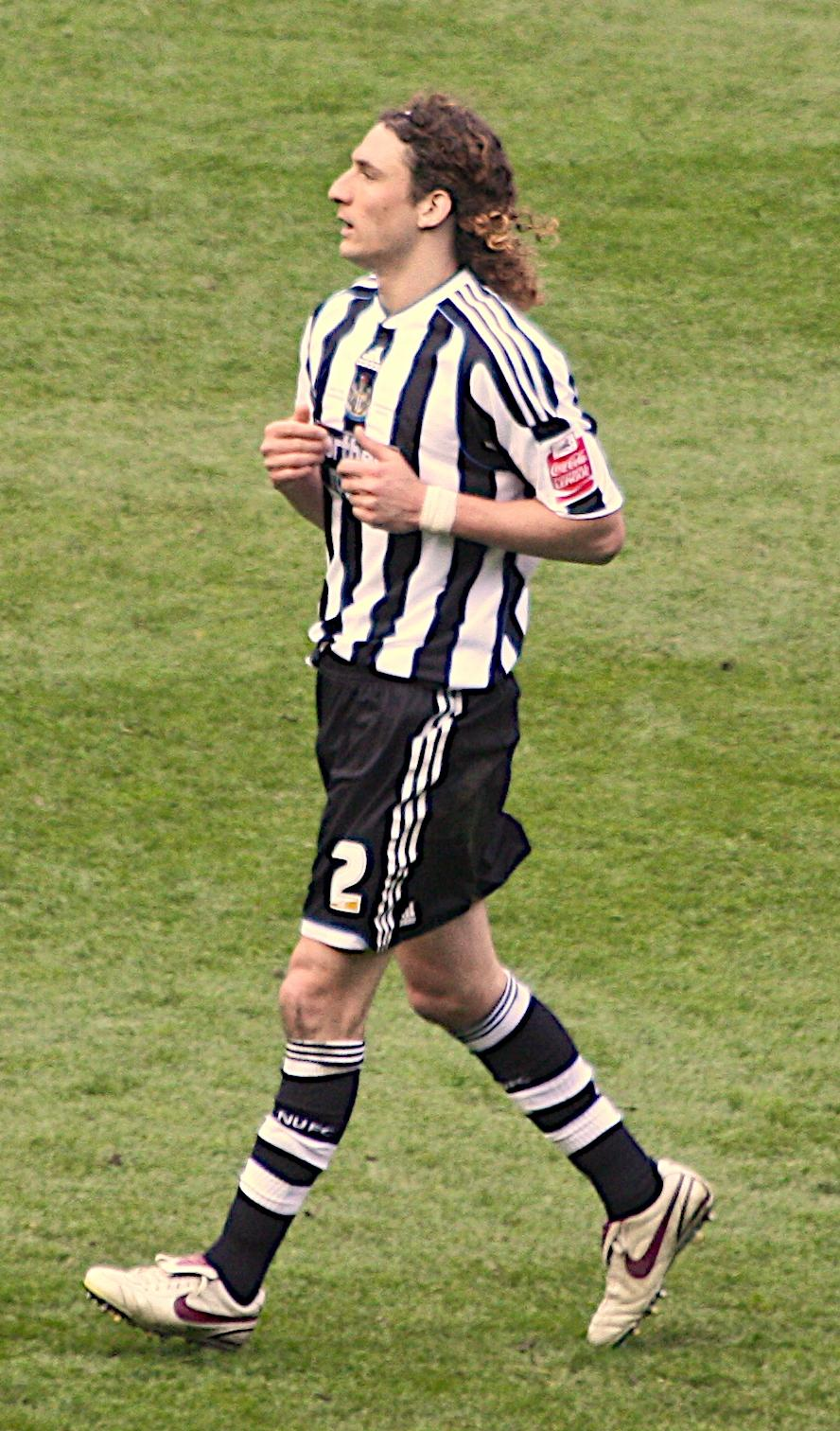
Coloccini atuando pelo Newcastle num empate em 2–2 contra o Ipswich Town, em 2010

Em março de 2000 transferiu-se para o Milan, na qual teve poucas oportunidades de jogar, atuando por apenas uma partida. A partir daí, a equipe rossonera preferiu cedê-lo por empréstimo a várias equipes. A primeira delas, o San Lorenzo, o fez retornar ao seu país natal já no início do ano seguinte. Sua passagem pelo clube argentino foi curta, mas marcante: jogou todas as 19 partidas do Clausura 2001, do qual o time azulgrana foi campeão obtendo 13 vitórias seguidas, um recorde. O jogador formou uma celebrada defesa com Eduardo Tuzzio, Horacio Ameli e Aldo Paredes, marcando ainda três gols. Ao final da temporada, foi cedido por empréstimo ao Deportivo Alavés, estreando na Liga Espanhola no dia 26 de agosto de 2001, numa derrota por 2–0 para o Tenerife.
Na temporada 2002–03 foi emprestado ao Atlético de Madrid, para no ano seguinte ser novamente emprestado, dessa vez para o Villarreal. Titular absoluto no Submarino Amarelo, o zagueiro atuou em mais de 40 partidas naquela temporada e conquistou a Copa Intertoto da UEFA.
Em 2004 voltou ao Milan, mas como continuaria sem oportunidades no clube italiano, deixou a equipe e foi negociado em definitivo com o Deportivo La Coruña. Após quatro temporadas vestindo a camisa dos Branquiazuis, Coloccini foi contratado pelo Newcastle em agosto de 2008. Ali permaneceu durante oito temporadas, alcançando o posto de capitão da equipe inglesa. Depois de atuar em mais de 250 partidas, o zagueiro deixou os Magpies em junho de 2016 e retornou ao San Lorenzo.
Em fevereiro de 2017, em entrevista ao jornal Olé, Coloccini declarou que o futebol argentino havia virado "o riso do futebol mundial" por conta da desordem na AFA (Associação do Futebol Argentino).
Aos 39 anos, o jogador deixou o San Lorenzo em 2021, assinando em seguida com o Aldosivi. Após atuar em 20 jogos pelo El Tiburón, anunciou sua aposentadoria no dia 29 de dezembro.

## Títulos
Boca Juniors
- Campeonato Argentino: 1998 (Apertura) e 1999 (Clausura)

San Lorenzo
- Campeonato Argentino: 2001 (Clausura)

Villarreal
- Copa Intertoto da UEFA: 2003

Newcastle
- EFL Championship: 2009–10

Argentina
- Copa do Mundo FIFA Sub-20: 2001
- Medalha de ouro nos Jogos Olímpicos: 2004

### Prêmios individuais
- Equipe do Ano da PFA: 2009–10 (Championship) e 2011–12 (Premier League)
- Jogador do Ano do Newcastle: 2010–11
- Jogador do Ano da FWA: 2011